# Ой торгом, торгом, та й Сочевою
«Ой торгом, торгом, та й Сочевою» — українська колядка історико-військового змісту.

## Текст
Ой торгом, торгом, та й Сочевою, —
Гой, дай Боже!
Там їде войсько, аж землі тєжко,
Наперед їде можний наш пане.
 — Можний наш пане, пане Василю!
Твоє подвір'я турки забрали,
Турки забрали із татарами,
Із татарами, із гарапами.
 — Маю ж я цюру, вірного слугу,
Кличу, покличу на того цюру:
«Цюро ж мій, цюро, вірний мій слуго!
Сідлай ми коня, того моцаря,
Й а впопруж єго в сім-дев'ять попруг,
Й а тов десятов саамов дзолотов.»
Скочу, поскочу за тими турки,
Гой, я го здогоню, під меч положу,
Другу війночку конем стратую.
Я їх цареві головку здойму,
Головку здойму, та й з собов озму,
Й а з собов озму й а в свою землю,
Й а в свою землю свому цареві.
Гой, буду мати три даруночки,
Три даруночки, три городочки:
Один ми город — славний Білгород;
Другий ми город — славніщий Ільвів;
Третій ми город — славніщий Київ.
Й а в Білгороді коня сідлают,
В славніщим Львові двором мешкают,
В славнім Києві панну сватают.
Панну свататют й аж до Галича,
Й аж до Галича за Русовича,
За Русовича, гречного пана,
Гречного пана, пана Василя.
Гой, за цим словом бувай нам здоров!
Бувай нам здоров, гречний молодче,
Гречний молодче, пане Василю!
Гой, здоров, здоров, та й не сам собов,
Та й не сам собов, та й з вітцем, з матков,
Та й з вітцем, з матков, та й з всев челядков.
Вінчуємо ті щістім-здоров'їм,
Щістім-здоров'їм та й цим Рождеством,
Та й цим Рождеством, цим Новим Роком,
Цим Новим Роком, прибутком добрим,
Прибутком добрим та й віком довгим.
Дай же ж ті Боже щісті-здоров'є,
Щісті-здоров'є та й зрість хорошу,
Вітцеві мати з тебе потіху,
Щоби діждали посагу твого,
Посагу твого та й щасливого,
О, бувай здоров!